# Bertil Öhvall
Oscar Bertil Öhvall (i riksdagen kallad Öhvall i Bergnäset), född 26 augusti 1920 i Råneå, död 6 februari 2001 i Luleå, var en svensk affärskonsulent och tidigare politiker (folkpartist).
Bertil Öhvall, som var son till en snickare, var handlare i Jämtön 1946–1960 och därefter affärskonsulent hos ICA i Luleå 1960–1985. Han var ordförande i folkpartiets valkretsförbund (motsvarande länsförbund) i Norrbottens län 1961–1974.
Han var riksdagsledamot för Norrbottens läns valkrets 1965–1968 (i andra kammaren) samt 1971–1973. I riksdagen var han bland annat suppleant i bevillningsutskottet 1965–1968 och ledamot i försvarsutskottet 1971–1973. Han engagerade sig särskilt i skatte- och kommunikationsfrågor.